# Qiandong jezici
Qiandong jezici, jedna od pet jezičnih podskupina šire skupine mjao (miao) ili hmong, koji se govore u kineskim provincijama Guizhou, Hunan i Guangxi. 
Obuhvaća tri jezika, to su: istočni qiandong miao [hmq], 350.000 govornika (1995 F. Wang); sjeverni qiandong miao [hea], 1.250.000 (1995 F. Wang); i južni Qiandong miao [hms], 500.000 (1995 F. Wang).
Pripadnici etničke grupe poznati su kao Crni Mjao, a njihove žene po nošenju crnih turbana i srebrnih naušnica.

## Vanjske poveznice
- Ethnologue (14th)
- Ethnologue (15th)